# Opel Astra H
Opel Astra H er en personbilsmodel fra Opel og efterfølgeren for Astra G. Den blev introduceret i april 2004. Efterfølgeren Astra J kom på markedet i december 2009, men Astra H kan stadigvæk købes i Danmark, dog kun stationcarudgaven og med valg mellem 1,6-liters benzinmotoren med 115 hk og 1,7-liters dieselmotoren med 110 hk.
Astra H fik i begyndelsen af 2007 et facelift med bl.a. modificerede baglygter og kofangere.

## Modelvarianter
- Hatchback med 5 døre (2004−2009)
- Stationcar (Caravan) med 5 døre (2004−)
- Hatchback (GTC) med 3 døre (2005−2010)
- Cabriolet (TwinTop) med 2 døre og nedfældeligt stålklaptag (2006−2010)
- Sedan med 4 døre (2006−2010, bygges fortrinsvis til det østeuropæiske marked)
- Varevogn med 3 døre

I modsætning til forgængerne sælges sedanmodellen med 4 døre fra 2006 kun i Østeuropa, Tyrkiet og Sydamerika (under betegnelsen Chevrolet Vectra). På andre markeder spiller den 4-dørs sedan næsten ingen rolle i denne klasse længere. Fra efteråret 2008 kunne den købes i Tyskland, dog kun med 1,6-liters benzinmotoren med 115 hk.
- Astra 5-dørs bagfra
- Opel Astra Caravan
(2004–2007)
- Opel Astra GTC
(2005–2007)
- Opel Astra 5-dørs
(2007–2009)
- Opel Astra Caravan
(2007–)
- Opel Astra GTC
(2007–2010)
- Opel Astra TwinTop
(2007–2010)
- Opel Astra sedan
(2008–2010)

## Sikkerhed
Astra H blev i 2004 kollisionstestet af Euro NCAP med et resultat på 5 stjerner ud af 5 mulige og 34 ud af 37 mulige point.

## Tekniske specifikationer

### Benzinmotorer
Motorprogrammet går ved benzinmotorerne fra 1,4-litersmotoren med 90 hk (i Østrig 75 hk) til topmodellen 2,0 OPC med 241 hk.
| Model         | Cylindre | Ventiler | Slagvolume cm³ | Max. effekt kW (hk) / omdr. | Max. drejningsmoment Nm / omdr. | Motorkode | Byggeår     |
| ------------- | -------- | -------- | -------------- | --------------------------- | ------------------------------- | --------- | ----------- |
| 1.2[1]        | 4        | 16       | 1229           | 59 (80) / 5600              | 110 / 4000                      | Z12XEP    |             |
| 1.4[2]        | 4        | 16       | 1364           | 55 (75) / 5200              | 120 / 3800                      | Z14XEL    |             |
| 1.4           | 4        | 16       | 1364           | 66 (90) / 5600              | 125 / 4000                      | Z14XEP    | 2004 − 2010 |
| 1.6           | 4        | 16       | 1598           | 77 (105) / 6000             | 150 / 3900                      | Z16XEP    | 2004 − 2007 |
| 1.6           | 4        | 16       | 1598           | 85 (115) / 6000             | 155 / 4000                      | Z16XER    | 2007 −      |
| 1.6 Turbo     | 4        | 16       | 1598           | 132 (180) / 5500            | 230 / 1980                      | Z16LET    | 2007 − 2010 |
| 1.8           | 4        | 16       | 1796           | 92 (125) / 5600             | 170 / 3800                      | Z18XE     | 2004 − 2006 |
| 1.8           | 4        | 16       | 1796           | 103 (140) / 6300            | 175 / 3800                      | Z18XER    | 2006 − 2010 |
| 2.0 Turbo     | 4        | 16       | 1998           | 125 (170) / 5200            | 250 / 1950                      | Z20LEL    | 2004 − 2006 |
| 2.0 Turbo     | 4        | 16       | 1998           | 147 (200) / 5400            | 262 / 4200                      | Z20LER    | 2004 − 2010 |
| 2.0 Turbo OPC | 4        | 16       | 1998           | 177 (241) / 5600            | 320 / 2400 − 5000               | Z20LEH    | 2005 − 2010 |

### Dieselmotorer
I første omgang fandtes partikelfilter til dieselmotorerne kun som ekstraudstyr mod merpris. Fra modelåret 2007 er det standardudstyr.
1,3 CDTI- og 1,9 CDTI-motorerne er udviklet i samarbejde mellem General Motors og Fiat. Efter afslutningen af joint venturet deler General Motors og Fiat rettighederne til denne motor, produktionen finder delvist sted på General Motors' fabrikker og delvist på Fiats fabrikker. 1,7 CDTI-motorerne kommer fra Isuzu. 1,3 CDTI-motoren vandt prisen International Engine of the Year i 2005 i klassen fra 1,0 til 1,4 liter slagvolume.
| Model    | Cylindre | Ventiler | Slagvolume cm³ | Max. effekt kW (hk) / omdr. | Max. drejningsmoment Nm / omdr. | Motorkode | Byggeår     |
| -------- | -------- | -------- | -------------- | --------------------------- | ------------------------------- | --------- | ----------- |
| 1.3 CDTI | 4        | 16       | 1248           | 66 (90) / 4000              | 200 / 1750 − 2500               | Z13DTH    | 2005 − 2010 |
| 1.7 CDTI | 4        | 16       | 1686           | 59 (80) / 4400              | 170 / 1800 − 2800               | Z17DTL    | 2004 − 2005 |
| 1.7 CDTI | 4        | 16       | 1686           | 74 (101) / 4400             | 240 / 2300                      | Z17DTH    | 2004 − 2006 |
| 1.7 CDTI | 4        | 16       | 1686           | 81 (110) / 3800             | 260 / 2300                      | Z/A17DTJ  | 2007 −      |
| 1.7 CDTI | 4        | 16       | 1686           | 92 (125) / 4000             | 280 / 2300                      | Z/A17DTR  | 2007 − 2010 |
| 1.9 CDTI | 4        | 8        | 1910           | 74 (101) / 3500             | 260 / 1750 − 2500               | Z19DTL    | 2005 − 2010 |
| 1.9 CDTI | 4        | 8        | 1910           | 88 (120) / 3250             | 280 / 1750 − 2750               | Z19DT(J)  | 2004 − 2010 |
| 1.9 CDTI | 4        | 16       | 1910           | 110 (150) / 4000            | 320 / 2000 − 2750               | Z19DTH    | 2004 − 2010 |

### Brændstoftank
Brændstoftanken rummer på alle modelvarianter 52 liter.

### Gearkasse
Som standardudstyr er alle motorer udstyret med en 5-trins manuel gearkasse. Højereydende motorer har 6 gear. Alternativt findes en 4- eller 6-trins automatisk gearkasse eller en automatiseret manuel gearkasse, som hos Opel hedder Easytronic. Denne har 5 gear på alle versioner undtagen 1,3 CDTI, hvor den har 6 gear.

### Mål
Astra H er alt efter model ca. 4,25 m (5-dørs), 4,29 m (GTC), 4,52 m (Caravan) hhv. 4,48 m (TwinTop) lang, 1,75 m (2,03 med sidespejle) og 1,46 m (5-dørs), 1,44 m (GTC), 1,50 m (Caravan) hhv. 1,41 m (TwinTop) høj. I forhold til forgængeren er den dermed vokset ca. 10 til 23 cm i længden.

### Bagagerumsvolumen
Bagagerummet har følgende rumindhold: 5-dørs 380−1295 liter, Caravan 500−1590 liter, GTC 340−1070 liter og TwinTop 440 liter i lukket og 200 liter i åben tilstand.

## Tilbagekaldelse
I april 2008 fandt en sikkerhedsrelateret tilbagekaldelse af visse Astra G- og Astra H-biler fra modelårene 2003 til 2005 sted. Tilbagekaldelsen var forårsaget af en utæt olietrykskontakt, hvor der kunne slippe motorolie ud af udstødningsmanifolden, som under ugunstige omstændigheder kunne antændes.